# Truc de la Fare
Le truc de la Fare se situe non loin du village de Chirac (Lozère).

## Géologie
Contrairement aux autres trucs voisins, le truc de la Fare n'est pas une butte calcaire mais un volcan (appelé souvent volcan de Chirac) qui se situe sur une grande faille de direction nord-sud qui a contribué à soulever la partie orientale de l'Aubrac à l'ère tertiaire. C'est un dôme de basalte daté du Pliocène, soit sensiblement plus jeune que les coulées basaltiques de l'Aubrac. Ce volcan est en fait à rapprocher des quelques petits édifices volcaniques qui émaillent la région des Causses (volcan de Sauveterre, Escandorgue…) qui sont approximativement du même âge.